# Richard Hughes (écrivain)
Pour les articles homonymes, voir Richard Hughes et Hughes.
Œuvres principales
- Un Cyclone à la Jamaïque (1929)
- The Human Predicament (trilogie) (1976)

Compléments
- Auteur de la première pièce de théâtre radiophonique (BBC, 15 janvier 1924)

Richard Arthur Warren Hughes OBE, né le 19 avril 1900 à Weybridge dans le Surrey, en Grande-Bretagne, mort le 28 avril 1976, est un poète et écrivain britannique, auteur de romans, nouvelles et pièces de théâtre.
Il est connu pour être l'auteur de la première pièce de théâtre radiophonique.

## Biographie
D'ascendance galloise par son père, Richard Hughes est éduqué à Charterhouse avant d'entrer à l'Oriel College de l'université d'Oxford. Il en sort diplômé en 1922.
Dès l'âge de 17 ans, il obtient sa première publication dans le magazine londonien The Spectator, pour un essai envoyé au journal par un de ses professeurs. Ce texte consiste en une critique virulente du roman d'Alec Waugh, The Loom of the Youth, qui fait alors scandale au Royaume-Uni pour ses allusions aux pratiques homosexuelles dans les collèges.
À Oxford, Richard Hughes se lie d'amitié avec Robert Graves, lui-même ancien de Charterhouse, et ils publient ensemble, en 1921, le recueil de poèmes Oxford Poetry.
Sa première pièce de théâtre, The Sister's Tragedy, est jouée l'année suivante, en 1922, alors qu'il a 22 ans et vient de sortir d'Oxford, au théâtre Royal Court de Londres. 
La BBC commande à ce jeune auteur la première pièce de théâtre radiophonique du monde. Celle-ci, Danger, est radiodiffusée le 15 janvier 1924.
Richard Hughes exerce ensuite la profession de journaliste et voyage intensivement dans le monde entier avant de se marier en 1932. Il s'installe avec sa femme d'abord dans le comté de Norfolk puis en Galles du Sud, à Castle House, un hôtel d'artistes où il fait la connaissance de Dylan Thomas. Celui-ci écrit à l'époque Portrait de l'artiste en jeune chien.
C'est en 1929 que Hughes fait paraître Un cyclone à la Jamaïque (A High Wind in Jamaica), le plus célèbre de ses quatre romans. Située au XIXe siècle, cette histoire d'enfants enlevés par des pirates connaît un énorme succès. William Golding louera ultérieurement la modernité de cette œuvre qui évacue toute idée d'innocence enfantine et s'en souviendra en écrivant lui-même Sa Majesté des Mouches.
Après avoir servi dans les bureaux de l'Amirauté britannique pendant la Seconde Guerre mondiale, Hughes entre aux Ealing Studios, compagnie de production cinématographique et télévisuelle pour laquelle il écrit des scénarios et des scripts pendant dix ans.
Il mène ensuite l'écriture d'une trilogie, The Human Predicament, dont il ne peut achever que deux volumes (le dernier tome, douze chapitres auxquels ne manquent que cinquante pages, est publié après sa mort). Ce travail ambitieux suit l'histoire européenne des années vingt à la guerre, mêlant la fiction à des évènements historiques comme la fuite d'Adolf Hitler après le putsch de Munich.
Richard Arthur Warren Hughes était officier de l'ordre de l'Empire britannique, membre de la Royal Society of Literature, membre honoraire de l'Académie américaine des arts et des lettres et du National Institute of Arts and Letters.